# Subprime

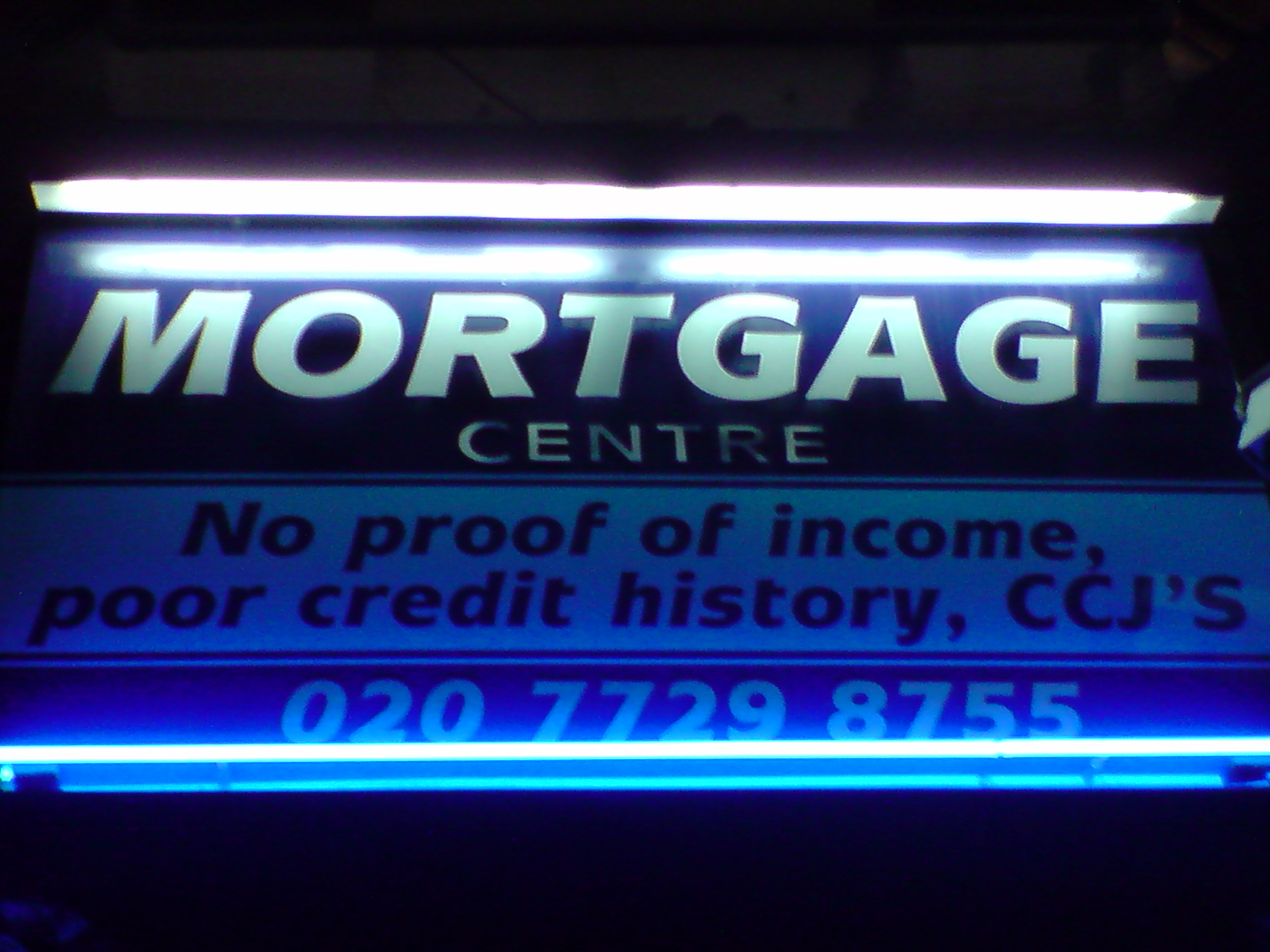
Anúncio de uma instituição financeira prometendo hipotecas "sem comprovar renda e com histórico de crédito ruim", Londres, 2008.

Em sentido amplo, subprime (do inglês subprime loan ou subprime mortgage) é um crédito de risco, concedido a um tomador que não oferece garantias suficientes para se beneficiar da taxa de juros mais vantajosa (prime rate).
Em sentido mais restrito, o termo é empregado para designar uma forma de crédito hipotecário (mortgage) para o setor imobiliário, surgida nos Estados Unidos e destinada a tomadores de empréstimos que representam maior risco. Esse crédito imobiliário tem como garantia a residência do tomador e muitas vezes era acoplado à emissão de cartões de crédito ou a aluguel de carros.
O termo é derivado de prime lending rate — a taxa de juros contratada com os tomadores mais confiáveis. Assim, prime lending designa o crédito concedido aos tomadores confiáveis e subprime lending se refere ao crédito dado àqueles tomadores que têm maior risco de inadimplência.
A diferença entre as duas taxas - subprime lending rate e prime lending rate - corresponde à remuneração do risco adicional envolvido no empréstimo dado a quem oferece garantias insuficientes.
Por outro lado, numerosos créditos são concedidos a taxas variáveis. No caso dos créditos subprime, a taxa  inicial pode ser atraente (teaser rate), ou seja, inferior à taxa fixa de um empréstimo normal.
Para os credores, os empréstimos subprime eram considerados como individualmente arriscados - mas, coletivamente, seguros e rentáveis. A estimativa de rentabilidade baseava-se em uma hipótese de alta regular do preço dos imóveis, o que vinha acontecendo nos Estados Unidos, desde  1945. Assim, se um devedor se tornasse inadimplente, era sempre possível revender a propriedade com lucro.

## Créditos "ninja"
Ninja é um tipo de subprime: um crédito concedido a tomadores que não podem comprovar renda, nem emprego e nem a propriedade de ativos (No Income, No Job, (and) no Assets). A expressão foi cunhada pela HCL Finance, uma financeira da Califórnia, especializada em conceder empréstimos com documentação mínima, isto é, sem exigência de comprovação de renda, emprego ou depósitos bancários. "Ninja" era o nome de um dos seus produtos financeiros.
A HCL ganhou destaque especialmente durante a bolha imobiliária nos Estados Unidos, nos anos 2000, e ficou  mais conhecida após a deflagração da crise do subprime, entre  julho e agosto de 2007, como o principal exemplo de práticas desastrosas na concessão de empréstimos. O uso do termo "ninja" foi assim incorporado ao jargão do mercado, já durante a crise financeira de 2008.
Por significarem um risco maior, esses tomadores também pagavam juros mais altos.
"O mercado se inundou de papéis lastreados naquelas operações que as pessoas de baixa renda financiaram", explica Tharcísio Santos, diretor do FAAP MBA.
Na medida em que o mercado foi se aquecendo, os imóveis foram se valorizando e abrindo aos mutuários mais uma possibilidade: o "financiamento da diferença". Assim, um americano que tivesse financiado um imóvel de US$ 200 mil, cujo valor de mercado tivesse aumentado para US$ 300 mil, poderia tomar mais US$ 100 mil emprestados, dando como garantia a mesma casa. Com esses recursos adicionais, os clientes ninja  podiam não só pagar suas prestações como também consumir mais. Esse sistema funcionava bem pois desde o pós-guerra o valor dos imóveis vinha subindo continuamente.
Mas com o aumento da taxa de juros de curto prazo de 1% para mais de 5% e depois, para valores que se aproximavam de 10%, muita gente deixou de pagar as prestações. Houve inadimplência em massa dos clientes mais frágeis. Em 2007, quase três milhões de famílias americanas estavam em situação de inadimplência.
A tentativa dos clientes, como último recurso, de se desfazerem, simultaneamente, de suas casas no mercado, pressionou para baixo os preços de todos os imóveis nos Estados Unidos, inclusive aqueles que estavam sendo financiados a taxas prime. Com o excesso de oferta, o preço dos imóveis entrou em queda livre.
As pessoas começaram a entregar os imóveis às empresas de financiamento. "Muita gente devia mais do que o valor da casa. Na hora em que o mercado como um todo se reduziu, todas as operações feitas com imóveis como garantia ficaram a descoberto", explica Carlos Stempniewski, professor das Faculdades Integradas Rio Branco.
Afinal as financiadoras ficaram com os imóveis – agora, com seu valor aviltado – e sem o dinheiro; portanto, sem recursos para honrar os títulos que haviam emitido. Isso acabou por provocar a consequente falência de financeiras e, em efeito dominó, de instituições  maiores.
"De repente, essa roda da fortuna parou. Com esses títulos espalhados, a pessoa ia resgatar um fundo, o seguro, a aposentadoria e não tinha dinheiro. As empresas resolveram ir ao mercado vender ações para fazer dinheiro. E isso jogou a crise para cima dos mercados de todo mundo.", diz Stempniewski.
É conveniente ressaltar o papel que tiveram, nesta crise, as agências de classificação de risco (tais como Standard & Poor's, Fitch e Moody's) ao considerarem como dinheiro sonante os dados informados pelos criadores de títulos financeiros derivados de subprimes, e classificando alguns derivativos como AAA (o melhor nível!) quando eram apenas títulos podres.